# Alcatel One Touch Idol x+
Alcatel One Touch (TCL) Idol x+ — флагманский смартфон компании TCL. 
Представлен на выставке MWC 2014. На продажу поступил 20 января 2014 года в Китае и 12 апреля в России. По сути, это улучшенная версия предыдущего топового смартфона Idol X. Разница между двумя устройствами заключается в наличии восьмиядерного процессора, более ёмком аккумуляторе (2500 мАч по сравнению с 2000 мАч) и в большей толщине корпуса новинки (7.9 мм против бывших 7 мм). Дисплей в новом флагмане остался столь же большим и столь же четким, как и в его предшественнике. Одним из главных достоинств Idol X+ стали его музыкальные возможности: модель оснащена динамиком Hi-Fi, а также усилителем для наушников. При этом, режим Hi-Fi работает только с фирменным музыкальным плеером и быстрее сажает заряд батареи (5 часов проигрывания музыки в наушниках в этом режиме приводит к разряду на 18 %).
Смартфон работает на Android 4.2 «Jelly Bean». Аппарат имеет 2 ГБ оперативной памяти и 16/32 ГБ встроенной. Alcatel One Touch Idol X+ получил две камеры: фронтальную на 2 Мп и основную на 13,1 Мп.